# Paul Goddard
Paul Goddard (født 12. oktober 1959 i London, England) er en engelsk tidligere fodboldspiller (angriber).
Goddard startede sin karriere hos London-klubberne Queens Park Rangers og West Ham United, og havde senere også ophold hos Newcastle United, Derby County, Millwall og Ipswich Town.
Goddard spillede én kamp for det engelske landshold, en venskabskamp mod Island 2. juni 1982. Kampen endte 1-1 og Goddard scorede englændernes mål. Han nåede også at spille otte kampe og lave fem mål for landets U/21-landshold.